# Karmelitinnenkloster Laval
Das Karmelitinnenkloster Laval ist ein Kloster der Karmelitinnen in Laval, Département Mayenne, im Bistum Laval in Frankreich.

## Geschichte
Das 1856 in Laval (Rue du Hameau) gegründete Karmelitinnenkloster wurde um 1900 durch die Dritte Republik ins Exil nach Jersey vertrieben. 1921 konnten einige Schwestern in ein Behelfskloster am Boulevard de Tours zurückkehren. Zahlenmäßig stark angewachsen, wechselten sie 1923 in ein neues Haus in der Rue Boissel (heute Collège Pierre Dubois). Von dort konnten sie ihren ersten Wohnort in der Rue du Hameau zurückkaufen und 1930 beziehen. 1956 verkauften sie dieses Anwesen und zogen in einen 1965 eingeweihten Neubau aus Beton und Glas, den der Architekt Michel Marconnet (1926–2018) nach dem Vorbild des von Le Corbusier gebauten Dominikanerklosters Sainte-Marie de la Tourette in Éveux entworfen hatte. Der Bau wurde inzwischen als Kulturdenkmal mit dem Label Patrimoine du XXe siècle ausgezeichnet. Er befindet sich in der Rue du Carmel Nr. 21. Der Konvent nennt sich Carmel de l’Immaculée Conception (der Unbefleckten Empfängnis). Er zählt derzeit rund 20 Schwestern.
Unter dem Einfluss der Priorin Cécile-Marie du Sauveur (Suzanne Foccart 1871–1925, Priorin von 1897 bis 1912, dann von Bischof Eugène Grellier aus dem Amt entfernt) ging um 1900 vom Kloster Laval eine Welle der Verehrung von Maria als Kind (unter dem Namen Maria Santissima Bambina) aus.